# Les 16 de Basse-Pointe (film)
Pour l’article homonyme, voir Affaire des 16 de Basse-Pointe.
Pour plus de détails, voir Fiche technique et Distribution.
Les 16 de Basse-Pointe est un documentaire français réalisé par Camille Mauduech en 2008. Il relate l'affaire des 16 de Basse-Pointe, avec en première partie le fait divers divers survenu en 1948 en Martinique, puis le procès qui s'est tenu à Bordeaux en 1951.

## Synopsis
Le 6 septembre 1948, à Basse-Pointe en Martinique, dans un climat de grève sur une habitation sucrière, un géreur, blanc créole, est assassiné de 36 coups de coutelas et retrouvé mort dans un champ de cannes de la plantation qu’il administre. Après une chasse à l’homme de plusieurs semaines, seize coupeurs de cannes noirs (dont 3 d'origine indienne) sont arrêtés et maintenus en détention préventive pendant trois ans. En 1951, leur procès, renvoyé à Bordeaux, ancien port négrier, avec l’assurance d’un verdict exemplaire et sans appel, deviendra le premier procès du colonialisme français aux Antilles, jugé devant "ses pères".

## Fiche technique
- Titre : Les 16 de Basse-Pointe
- Réalisation : Camille Mauduech
- Société de distribution : Cinéma Public Films
- Durée : 108 minutes
- Date de tournage : 2008
- Pays :  France
- Date de sortie : France : 22 avril 2009

## Sources et références
1. ↑  « "Les 16 de Basse-Pointe" : les trente-six coups de couteau qui ont embrasé l'île de la Martinique », Le Monde.fr,‎ 21 avril 2009 (lire en ligne, consulté le 10 mars 2020)